# Eddie Testa
Edward „Eddie” Testa (ur. 1 grudnia 1910 w Los Angeles w Kalifornii, zm. 9 grudnia 1998 tamże) – amerykański kolarz torowy, olimpijczyk.
Reprezentował Stany Zjednoczone w konkursie wyścigu na dochodzenie na 4000 metrów na Letnich Igrzyskach Olimpijskich 1932, które odbyły się w Los Angeles w stanie Kalifornia. W rundzie kwalifikacyjnej ukończył trasę konkurencji w czasie 5:17.4 i zajął 5. miejsce. Nie dotarł do dalszych etapów rozgrywek.

## Życie prywatne
Jest bratem Franka Testy, olimpijczyka.